# Chehab

## Família Chehab

### Reinado da Família Chehab no Líbano

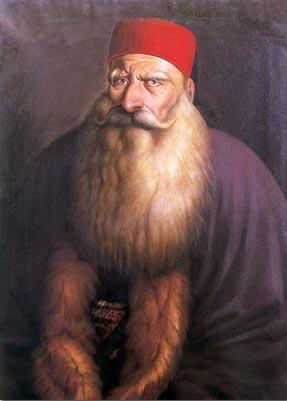
Bashir Chehab - Rei do Líbano.

1697 - 1842 Reinado da família "Chehab" - Bachir Chehab.
1840 - Conflitos confessionais entre cristãos e druzos.
1842 - Instituído o regime de "caimacamats" (tipo de prefeituras) e o Líbano foi dividido em dois, sendo o Norte administrado por um maronita e o Sul administrado por um druzo.

## História da Família
No final do século XVII, a dinastia Maan morreu e suas terras foram herdadas pela família Chehab, Emirs of Waditaim. Seguindo os costumes usuais que serviam como base para governo no Líbano, os senhores feudais reconheceram os Chehabs e o Sultão conforme seus investimentos. Seus palácios foram situados em volta da quadra central de Deir el qamar através do século XVIII.
Devido a desentendimentos familiares, o posicionamento do palácio de Deir el qamar, e a extensão de seu poder, emir Bechir II decidiu construir seu próprio palácio em Beit Eddine, uns cinco quilômetros de Deir el Qamar.
Propositalmente situado num impressionante vale de rocha maciça, o novo palácio foi estendido em aproximadamente 100 metros em extensão a fim de incrementar o poder de Emir e a glória de seu reino. Seguindo o estilo tradicional, sua aparência externa tem uma rústica simplicidade de uma fortaleza que domina a estrada que cruza as colinas e vales ligando Deir el Qamar a Beit Eddine. Os jardins do terraço invadiam o palácio enquanto mais jardins plantados com ciprestes e outras árvores decoravam o parque interior e circulam os vários edifícios. No final do século XVIII, o palácio completo permanecia como residência de Emir até o dia de seu exílio em 1840.Depois da supressão do Emirado em 1842, o palácio continuava por algum tempo a ser a posse de seus herdeiros até que em 1861 ele foi comprado pelo Estado para se tornar a residência do governo de Mutasariff até 1914.
A rota original de acesso pelos cavalos e pedestres não mais é permitida desde o final do século XIX, Mutasariffs deixou-o cair em desuso e construiu uma nova estrada seguindo a colina. Como resultado, o palácio perdeu sua dominante posição pelo qual foi desenhado, e de agora em diante a presente estrada de acesso ruma lado ao palácio permitindo uma verdadeira visão panorâmica.
L’emir Bashir Chehab – Rei do Líbano 

L’emir Bashir Chehab II – Príncipe e herdeiro do trono do rei

General Fouad Chehab – Ex-ditador  do Líbano

Fouad Chehab –  Ex-Presidente do Líbano

Khaled Chehab - Ex-Premier Ministre do Libano

## L’emir Bashir Chehab II
Em 1697, depois de extinta a dinastia dos Maan, o governo otomano convocou os libaneses a decidir por seu novo governador. Eles escolheram, em reunião dos chefes libaneses, por Bashir Chehab. Começou assim, a dinastia Chehab no Líbano, cujo representante mais relevante foi o emir Bashir Chehab II, que governou de 1788 a 1840.
Durante seu governo, o emir Bashir Chehab II, na intenção de se ver livre do domínio otomano, enviou munições a Napoleão (que intentava conquistar o Oriente Médio). Ele também firmou um acordo secreto com Mohammed Ali Paxá do Egito com o mesmo propósito.
O Líbano, sob Bashir Chehab II, prosperou em diversas áreas; o governo foi mais transparente e tratou os cidadãos com mais igualdade do que os precedentes. Infelizmente, o emir perdeu boa parte do apoio popular quando, entre 1832 e 1840, tropas egípcias opositoras aos Otomanos ocuparam o Líbano com a permissão de Bashir II. A população, em virtude do mau tratamento a ela conferido pelos invasores, exigia de Bashir II a expulsão dos egípcios, ao que o emir se opôs. Desta forma, acabou por abdicar ao governo em 1840.
A partir de 1841, guerras civis irromperam no Líbano, iniciando um período conturbado na história do país. É importante mencionar que potências externas tiveram um papel chave nos conflitos: a França apoiava os cristãos e a Inglaterra, os druzos. Finalmente, os Otomanos não viram saída senão a divisão do Líbano em dois distritos: um cristão e outro druzo.
As conturbações prosseguiram intensamente num crescendo, culminando em um conflito extremamente sangrento em 1860, com saldo de mais de 1000 mortos.

## A Chegada ao Brasil
Em 1930 com a abertura do Consulado do Brasil em Beirute e 1945 com o estabelecimento das Relações Diplomáticas entre o Brasil e o Líbano, muitos libaneses, durante a Segunda Guerra se refugiaram no Brasil, como seus primeiros imigrantes os irmãos Anis, Bahige e Samir Chehab,trazendo a árvore genealógica da família e futuramente L'emir Alfredo Chehab, descendente direto de Bashir Chehab II e primo do General Fouad Chehab, cujas raízes instalaram-se no interior dos Estado do Rio de Janeiro, Minas Gerais, São Paulo e Ceará.
Em setembro de 1958, após intervenção americana, devido a revolta dos chefes da Oposição Libanesa, ocorreu a eleição do General Fouad Chehab como Presidente da República Libanesa (1958 - 1964), mas muitos representantes da realeza decidiram permanecer no Brasil após constituir família e negócios.